# Xanthagrion erythroneurum
Xanthagrion erythroneurum là một loài chuồn chuồn kim trong họ Coenagrionidae. Chúng được được Selys miêu tả khoa học năm 1876.

## Hình ảnh

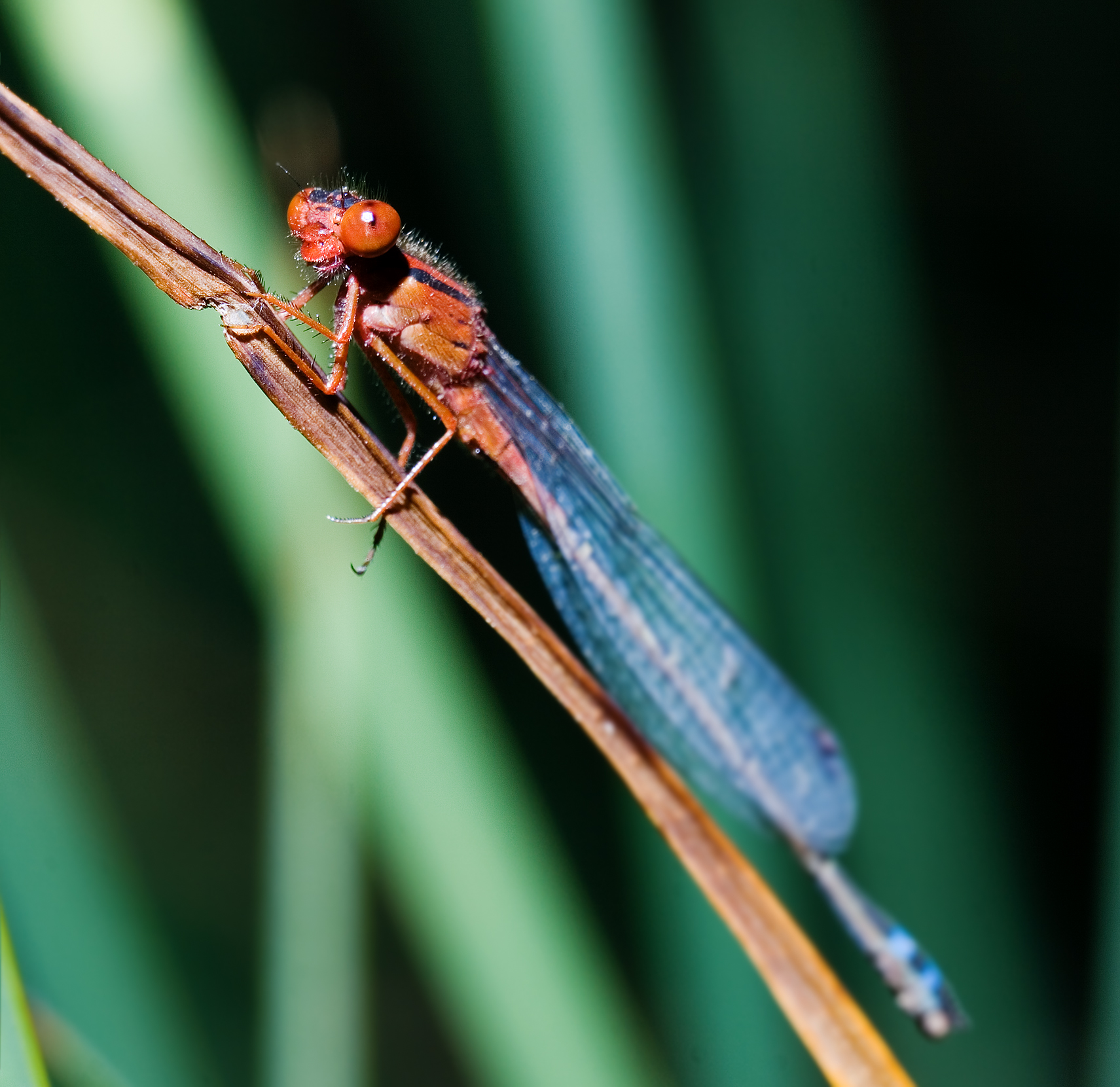